# ユージン・ウィグナー
ユージン・ポール・ウィグナー (英: Eugene Paul Wigner, ハンガリー語: Wigner Jenő Pál (ヴィグネル・イェネー・パール), 1902年11月17日 ブダペシュト - 1995年1月1日 プリンストン)は、ハンガリー出身の物理学者。ユダヤ系。「原子核と素粒子の理論における対称性の発見」により1963年ノーベル物理学賞受賞。

## 経歴

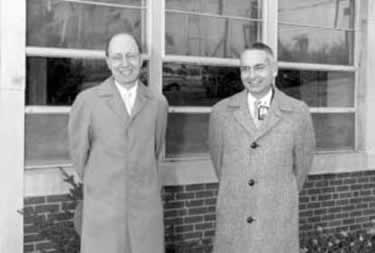
ユージン・ウィグナー (左)

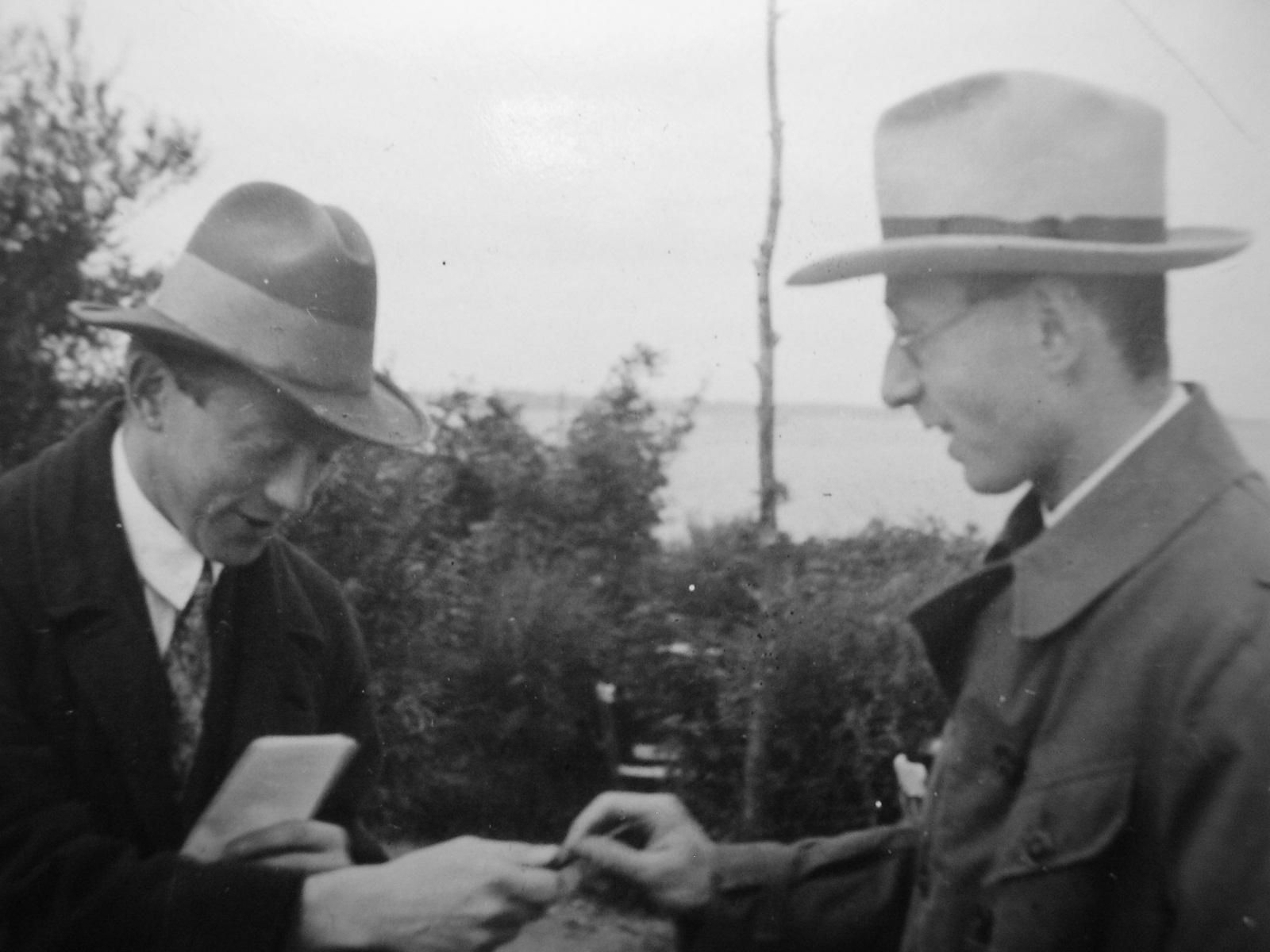
ヴェルナー・ハイゼンベルク（左）とウィグナー(1928)

ブダペスト工科経済大学、ベルリン工科専門大学(Technische Hochschule in Berlin)（現在のベルリン工科大学）で学ぶ。1926年、ベルリン工科専門大学助教授に就任、カイザー・ヴィルヘルム物理化学研究所の研究員を兼任した。
ナチス・ドイツがヨーロッパに勢力を広げるのに伴い、ユダヤ系であることから迫害を逃れてアメリカ合衆国に亡命した。1936年にウィスコンシン大学で物理学の教授、1938年から1971年までプリンストン大学で数学の教授を務めた。同じハンガリー出身のレオ・シラードやエドワード・テラーらと、ナチスドイツによる原子爆弾開発の危険性をアメリカ政府に訴える活動にかかわる。アメリカの原爆開発のきっかけとなったアインシュタイン名による大統領宛書簡の起草にもシラードやテラーとともに携わった。原爆開発のマンハッタン計画がスタートするとそのメンバーとなる。晩年のウィグナーはシラードについて、科学者としての能力と人間性について辛辣ながらも情愛のこもった見解を述べている。
1953年に国際理論物理学会・東京&京都で来日している。
晩年には、哲学的な傾向を深めた。なかでも、1960年に公開された講演録「自然科学における数学の理不尽な有効性」は有名であり、分野を超えて多くの二次文献が生まれた。1978年にはウィグナー・メダルが設立され、その初回受賞者となった。
1978年と1979年、統一教会（現家庭連合）系の国際会議「科学の統一に関する国際会議」(ICUS) で議長を務めた。1982年には同会議の創設者賞を受賞し、創設者の文鮮明から賞金20万ドルを受け取った。晩年の回想録の中でウィグナーは、この会議に出席したことに批判があるとした上で、自身も教会と同じく反共主義であるとし、「政治的色合いを帯びている」とするなら「原子爆弾が私たちを全員いくらか政治家とした」ので「1945年以降に出席したすべての科学的会合は政治的な色合いを帯びていたと言わねばならない」と弁明している。
ウィグナーの妹マーギットは、兄との食事の席にディラックを招いたのが縁で、のちにディラックの妻となった。

## 受賞歴
- フランクリン・メダル（1950年）
- リヒトマイヤー記念賞（1955年）
- エンリコ・フェルミ賞（1958年）
- マックス・プランク・メダル（1961年）
- ノーベル物理学賞（1963年）
- ウィグナー・メダル（1978年）
- アメリカ国家科学賞（1968年）